# Aeroporto do Maio
O Aeroporto do Maio, também conhecido conhecido como Aeródromo do Maio (IATA: MMO - ICAO: GVMA) está situado na Ilha do Maio, no Arquipélago de Cabo Verde, na África.

## Companhias Aéreas e Destinos
| Cias Aéreas              | Destinos       |
| ------------------------ | -------------- |
| Binter CV                | Praia          |
| Cabo Verde Express       | Espargos (Sal) |
| TACV Cabo Verde Airlines | Praia          |